# Sauber C8

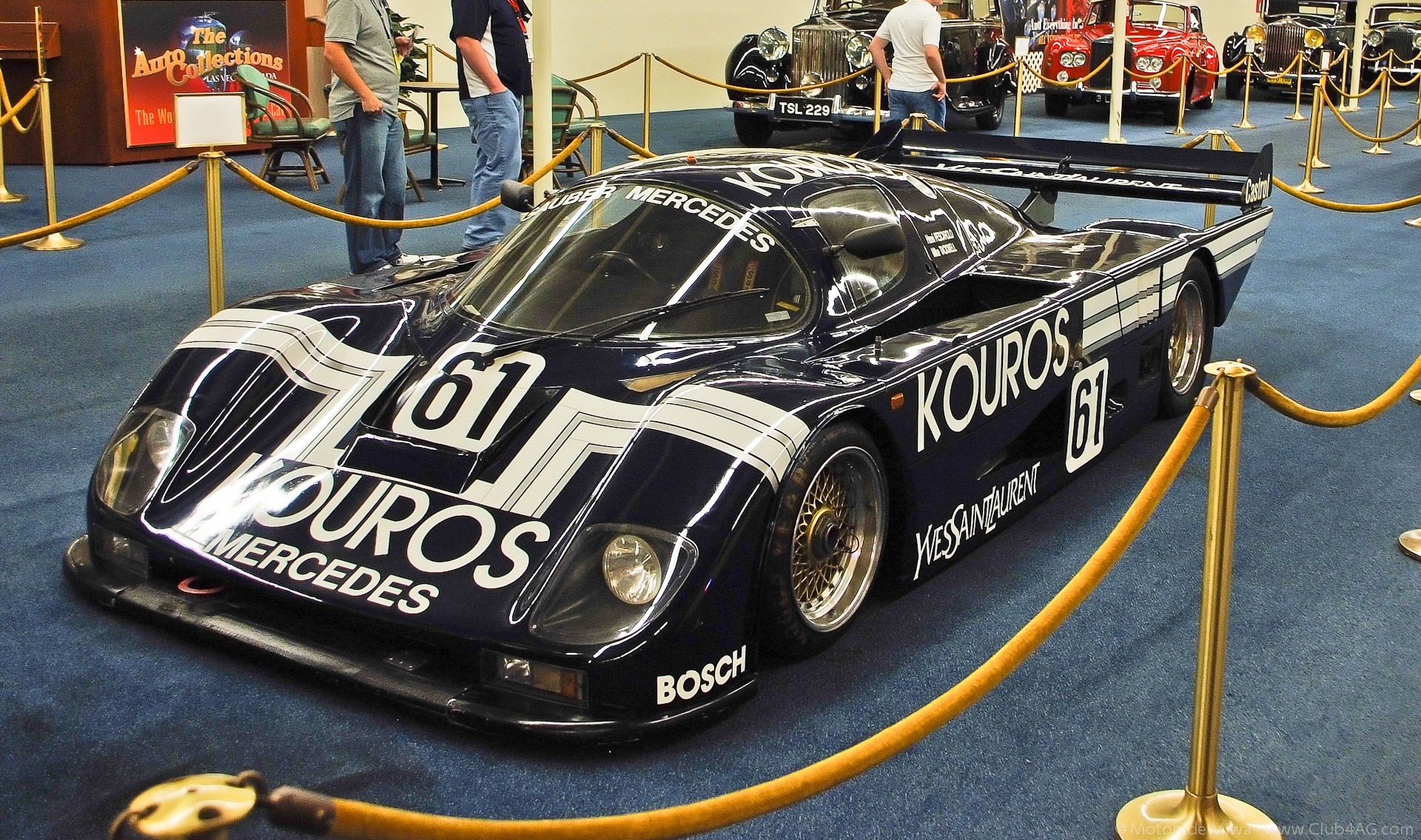
Sauber C8

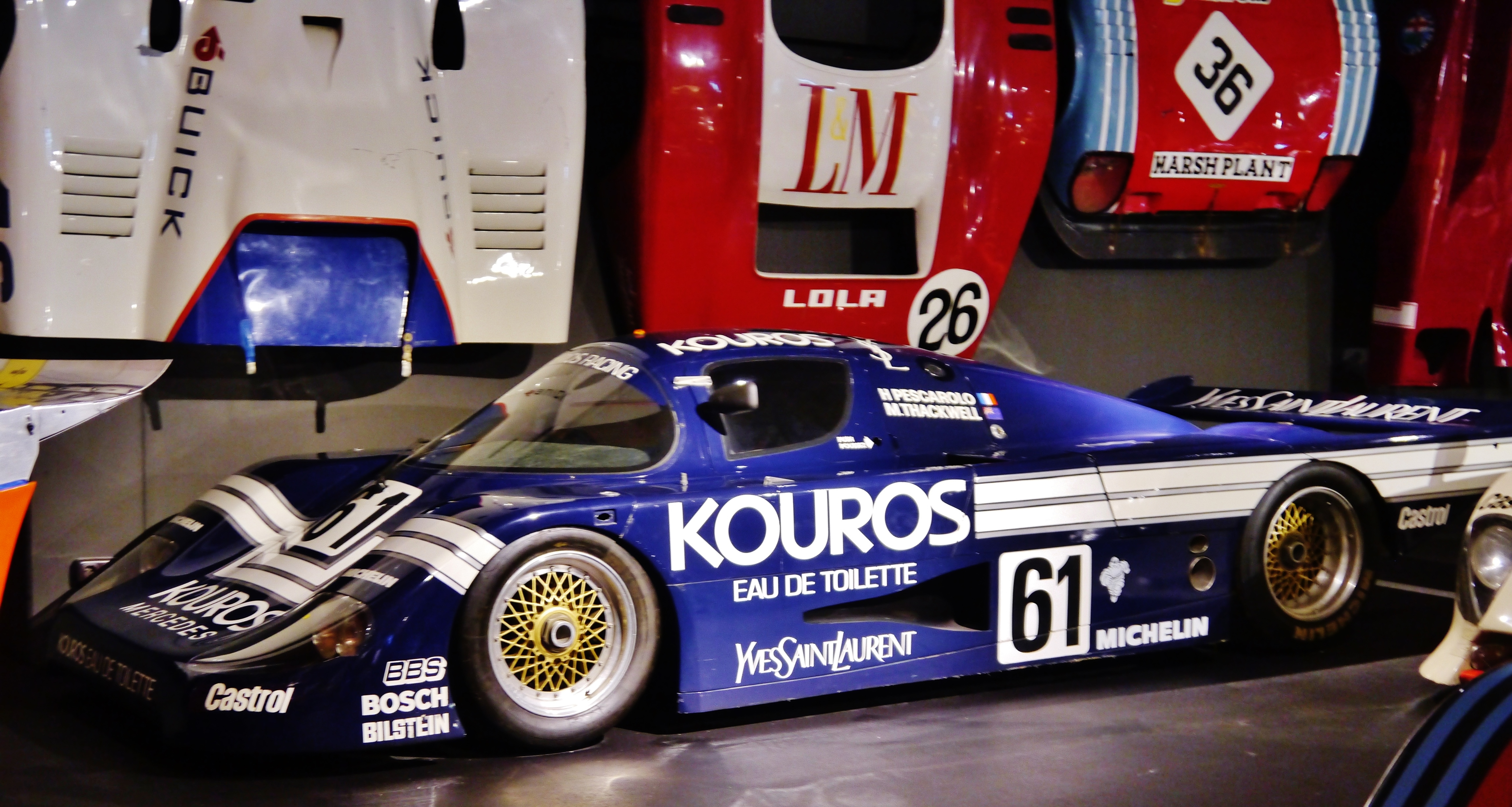
Sauber C8 im Louwan Museum

Der Sauber C8 war ein Sportwagen-Prototyp aus den späten 1980er-Jahren.

## Entwicklungsgeschichte und Technik
Der Sauber C8 war der erste Prototyp, der durch die Zusammenarbeit von Sauber Motorsport und Mercedes-Benz entstand. Der C8 basierte im Wesentlichen auf dem Sauber C7, der noch von einem BMW-Motor angetrieben wurde. Leo Ress musste jedoch die Heckpartie modifizieren, damit der von Heini Mader überarbeitete Mercedes-V8-Motor dort Platz fand. Da der Mercedes-Motor auch schwerer als das BMW-Aggregat war, musste ein Hilfsrahmen aus Stahlrohren eingebaut werden. Das Aluminium-Monocoque wurde vom C7 übernommen, ebenso die Radaufhängungen, die doppelten Dreiecks-Querlenker, die Stabilisatoren sowie die Teleskop- und Gasdruck-Stoßdämpfer.

## Renngeschichte
Rasch stellten sich Probleme ein. Das Chassis war für den 700 PS starken Mercedes-Motor nicht steif genug. Der Wagen hatte auf trockener Strecke zu wenig Abtrieb, ein Umstand der auf nasser Fahrbahn zum Vorteil wurde und mit ein Grund für den überraschenden Sieg von Henri Pescarolo und Mike Thackwell beim 1000-km-Rennen auf dem Nürburgring 1986 war. Das Rennen musste im strömenden Regen allerdings nach 600 Kilometern abgebrochen werden.
Sein Debüt sollte der C8 eigentlich 1985 beim 24-Stunden-Rennen von Le Mans geben. Im Training hatte John Nielsen aber einen schweren Unfall, der den C8 erheblich beschädigte, sodass an einen Start im Rennen nicht zu denken war. Peter Sauber ließ den Wagen zwar wieder aufbauen, aber das Chassis 01 wurde nur mehr als Ausstellungsfahrzeug verwendet.
1986 bestritt das Sauber-Team die ganze Gruppe-C-Meisterschaft mit dem C8 und erreichte am Ende des Jahres den fünften Rang in der Gesamtwertung. Das Chassis 02 wurde 1987 an Noël del Bello verkauft, der damit im selben Jahr in Le Mans an den Start ging. Der wiederaufgebaute 01 steht noch heute bei Peter Sauber in Hinwil.